# Apátvarasd
Apátvarasd (németül: Warasch, horvátul: Varažda) község Baranya vármegyében, a Pécsváradi járásban.

## Fekvése
Pécsváradtól 9 kilométerre északkeletre fekszik; a környező települések: észak felé Mecseknádasd, kelet felé Erdősmecske, dél felé Lovászhetény, nyugat felé pedig Zengővárkony.

### Megközelítése
Zsáktelepülés, közúton csak egy irányból közelíthető meg, a 6-os főútról Mecseknádasd és Zengővárkony közt nagyjából félúton kelet felé letérve, az 56 128-as számú mellékúton. Határszélét nyugaton érinti még az 5613-as út (a 6-os főút régi mecseki nyomvonala) is.

## Története
A falutól keletre emelkedő Arany-hegynél egykor római út vezetett. 
A település első említése 1015-ből származik, amikor is azt a pécsváradi apátság alapítólevele szerint Szent István a kolostornak adományozta. Egy másik, 1220-ban kibocsátott okiratban Vorost névalakban szerepel. A középkorban alapított magyar falu a török hódoltság idején elpusztult; a törökök kiűzése után sváb telepesek népesítették be újra.
1930-ban 8 magyar és 329 német, 1970-ben 236 magyar és 70 német élt itt, mert a második világháború után a németek többségét kitelepítették.
Az 1950-es évek első felében a település határában épült fel Magyarország legnagyobb vasbeton ívhídja, a Varasdi völgyhíd.
Az ősi múlt ellenére községcímert még nem készíttetett a falu önkormányzata. A falu múltjának történéseit egy nagy okiratformájú papírra jegyezve Klug József lokálpatrióta írta meg; ezt a községházán kifüggesztették a falra, ott olvasható.

## Közélete

### Polgármesterei
- 1990–1994: Horváth Győző (független)[5]
- 1994–1998: Bodorkás István (független)[6]
- 1998–2002: Bodorkás István (független)[7]
- 2002–2006: Bodorkás István (független)[8]
- 2006–2010: Bodorkás István (független)[9]
- 2010–2014: Bodorkás István (független)[10]
- 2014–2019: Bodorkás István (független)[11]
- 2019–2024: Bodorkás István (független)[12]
- 2024– : Bodorkás István (független)[1]

## Népesség
A település népességének alakulása:
| Lakosok száma | 129  | 121  | 129  | 112  | 95   | 115  | 121  | 116  |
|               | 2013 | 2014 | 2015 | 2019 | 2021 | 2022 | 2023 | 2024 |

A 2011-es népszámlálás során a lakosok 80,6%-a magyarnak, 0,8% cigánynak, 4% németnek mondta magát (18,5% nem nyilatkozott; a kettős identitások miatt a végösszeg nagyobb lehet 100%-nál). A vallási megoszlás a következő volt: római katolikus 37,9%, református 1,6%, felekezeten kívüli 17,7% (42,7% nem nyilatkozott).
2022-ben a lakosság 88,7%-a vallotta magát magyarnak, 1,7% németnek, 1,7% egyéb, nem hazai nemzetiségűnek (11,3% nem nyilatkozott; a kettős identitások miatt a végösszeg nagyobb lehet 100%-nál). Vallásuk szerint 21,7% volt római katolikus, 2,6% görög katolikus, 2,6% egyéb katolikus, 29,6% felekezeten kívüli (43,5% nem válaszolt).

## Nevezetességei
- Műemléki védelem alatt álló sváb parasztház.
- Varasdi völgyhíd